# X264
x264 è una libreria per codificare video nel formato H.264/MPEG-4 AVC. Viene rilasciata con licenza GNU General Public License.

## Storia
x264 fu originariamente sviluppato da Laurent Aimar, il quale ne fermò lo sviluppo nel 2004 dopo essere stato assunto dalla Ateme. Quindi, Loren Merritt riprese il progetto. Attualmente, x264 viene principalmente sviluppato da Loren Merritt, Jason Garrett-Glaser, Steven Walters, Anton Mitrofanov, David Conrad e Guillaume Poirier.

## Interfaccia utente
x264 fornisce un'interfaccia a riga di comando ed una a livello di libreria ("Library-Level").
La prima viene usata da alcuni programmi con interfaccia GUI, come StaxRip e MeGUI, la seconda da altre interfacce, come Handbrake ed FFmpeg.

## Caratteristiche
Dall'agosto 2008, x264 implementa più caratteristiche di un qualsiasi altro software per la codifica.
x264 ha vinto dei premi nelle seguenti comparazioni di codec:
- Doom9's 2005 codec shoot-out[1]
- Third Annual MSU MPEG-4 AVC/H.264 Video Codec Comparison, 2006[2]
- Fourth Annual MSU MPEG-4 AVC/H.264 Video Codec Comparison, 2007[3]
- Fifth Annual MSU MPEG-4 AVC/H.264 Video Codec Comparison, 2009[4]
- Sixth Annual MSU MPEG-4 AVC/H.264 Video Codec Comparison, 2010[5]

x264 ha un'accelerazione SIMD su x86, PowerPC (che usano Altivec) e piattaforme ARMv7 (che usano NEON).
Con l'impostazione veryfast (a maggior ragione con quelle più veloci), è possibile comprimere in tempo reale filmati HD (1280x720@25fps) con processori Intel Core i5 anche solo di prima generazione (2010) e filmati Full HD (1920x1080@25fps) con processori i7 quad core sempre di prima generazione, in entrambi i casi con qualità molto elevata in relazione al bitrate.
Più in generale, i risultati conseguibili con x264 sono considerati superiori, ai bassi e ai medi bitrate (< 3000 kbps), rispetto a quelli ottenibili con l'uso esclusivo delle tecnologie hardware disponibili nelle moderne CPU (Intel QuickSync) e GPU (nVidia Cuda h264).
Ciò è di particolare importanza nel campo dello streaming video, data la scarsa disponibilità di banda in upload.

## Frontend di x264
- Avidemux
- FFmpeg
- HandBrake, un convertitore cross-platform di DVD e file video
- MediaCoder
- MeGUI
- MEncoder
- SUPER
- Staxrip, su staxmedia.sourceforge.net.
- VirtualDub with a Video for Windows-compatible version of x264
- VLC media player (x264 project homepage and repository is on the VideoLAN website)